# 1898年ウィンブルドン選手権
1898年 ウィンブルドン選手権（1898ねんウィンブルドンせんしゅけん、The Championships, Wimbledon 1898）に関する記事。イギリス・ロンドン郊外にある「オールイングランド・ローンテニス・アンド・クローケー・クラブ」にて開催。

## 大会の流れ
- 男子シングルスは1878年、女子シングルスは1886年から「チャレンジ・ラウンド」（Challenge Round, 挑戦者決定戦）と「オールカマーズ・ファイナル」（All-Comers Final）方式で優勝を決定していた。大会前年度優勝者を除く選手は「チャレンジ・ラウンド」に出場し、前年度優勝者への挑戦権を争う。前年度優勝者は、無条件で「オールカマーズ・ファイナル」に出場できる。チャレンジ・ラウンドの勝者と前年度優勝者による「オールカマーズ・ファイナル」で、当年度の選手権優勝者を決定した。
- この年は、女子シングルスの前年度優勝者ブランチ・ビングリー・ヒルヤードが欠場した。前年度優勝者が出場しなかった場合は「オールカマーズ・ファイナル」がなくなるため、チャレンジ・ラウンドの決勝結果を優勝記録表に掲載する。
- 初期のウィンブルドン選手権のように、外国人出場者が少なかった時期は、地元イギリス人選手の国旗表示を省略する。

## 大会前年度優勝者
- 男子シングルス：レジナルド・ドハティー
- 女子シングルス：ブランチ・ビングリー・ヒルヤード　［大会不参加］
- 男子ダブルス：レジナルド・ドハティー＆ローレンス・ドハティー

## 男子シングルス

### チャレンジラウンド
準々決勝
- クラレンス・ホバート vs. ジョシア・リッチー　6-2, 3-6, 6-3, 6-2
- ローレンス・ドハティー vs. J・M・フラベル　6-2, 6-3, 3-6, 6-0
- アーサー・ゴア vs. シドニー・スミス　4-6, 6-0, 4-6, 6-3, 7-5
- ハロルド・マホニー vs. ジョージ・シモンド　6-2, 6-4, 6-4

準決勝
- ローレンス・ドハティー vs.  クラレンス・ホバート　6-1, 6-4, 6-3
- ハロルド・マホニー vs. アーサー・ゴア　6-2, 3-6, 4-6, 6-2, 6-4

決勝
- ローレンス・ドハティー vs.  ハロルド・マホニー　6-1, 6-2, 4-6, 2-6, 14-12

### オールカマーズ決勝
- レジナルド・ドハティー vs. ローレンス・ドハティー　6-3, 6-3, 2-6, 5-7, 6-1　（R・ドハティーが本大会の優勝者になる）

## 女子シングルス

### チャレンジラウンド
準々決勝
- P・レイ vs. C・モーガン　6-0, 6-1
- ルイーズ・マーチン vs. E・R・モーガン　6-2, 6-0
- エディット・オースチン vs. ルース・ディアス　4-6, 6-3, 6-4
- シャーロット・クーパー vs. バーサ・スティードマン　4-6, 6-3, 6-4

準決勝
- ルイーズ・マーチン vs. P・レイ　不戦勝
- シャーロット・クーパー vs. エディット・オースチン　6-4, 6-1

決勝
- シャーロット・クーパー vs. ルイーズ・マーチン　6-4, 6-4　（ここで優勝決定。クーパーが本大会の優勝者になる）

## 決勝戦の結果
男子シングルス
- レジナルド・ドハティー vs. ローレンス・ドハティー　6-3, 6-3, 2-6, 5-7, 6-1　［オールカマーズ決勝］

女子シングルス
- シャーロット・クーパー vs. ルイーズ・マーチン　6-4, 6-4　［チャレンジラウンド決勝］

男子ダブルス
- レジナルド・ドハティー＆ローレンス・ドハティー vs.  クラレンス・ホバート＆ハロルド・ニスベット　6-4, 6-4, 6-2　［オールカマーズ決勝］